# FA Cup 2025/26
Der FA Cup 2025/26 (Sponsorname: The Emirates FA Cup) soll die 145. Austragung des weltweit ältesten Fußballpokalturniers The Football Association Challenge Cup, oder FA Cup werden.
Der Titelverteidiger ist Crystal Palace.
Der Pokalwettbewerb soll am 2. August 2025 mit der Extra-Vorrunde beginnen und mit dem Finale im Wembley Stadium in London am 16. Mai 2026 enden.

## Kalender
| Runde                      | Datum              | Spiele | Vereine   | Neueinstiege | Prämien                                  |
| -------------------------- | ------------------ | ------ | --------- | ------------ | ---------------------------------------- |
| Extra-Vorrunde             | 2. August 2025     | 223    | 747 → 524 | 446          | Sieger: £1.125 Verlierer: £375           |
| Vorrunde                   | 16. August 2025    | 136    | 524 → 388 | 49           | Sieger: £1.444 Verlierer: £481           |
| Erste Qualifikationsrunde  | 30. August 2025    | 112    | 388 → 276 | 88           | Sieger: £2.250 Verlierer: £750           |
| Zweite Qualifikationsrunde | 13. September 2025 | 80     | 276 → 196 | 48           | Sieger: £3.375 Verlierer: £1.125         |
| Dritte Qualifikationsrunde | 27. September 2025 | 40     | 196 → 156 | keine        | Sieger: £5.625 Verlierer: £1.875         |
| Vierte Qualifikationsrunde | 11. Oktober 2025   | 32     | 156 → 124 | 24           | Sieger: £9.375 Verlierer: £3.125         |
| Erste Hauptrunde           | 1. November 2025   | 40     | 124 → 84  | 48           | Sieger: £45.000 Verlierer: £15.000       |
| Zweite Hauptrunde          | 6. Dezember 2025   | 20     | 84 → 64   | keine        | Sieger: £75.000 Verlierer: £20.000       |
| Dritte Hauptrunde          | 10. Januar 2026    | 32     | 64 → 32   | 44           | Sieger: £115.000 Verlierer: £25.000      |
| Vierte Hauptrunde          | 14. Februar 2026   | 16     | 32 → 16   | keine        | £120.000                                 |
| Fünfte Hauptrunde          | 7. März 2026       | 8      | 16 → 8    | keine        | £225.000                                 |
| Viertelfinale              | 4. April 2026      | 4      | 8 → 4     | keine        | £450.000                                 |
| Halbfinale                 | 25./26. April 2026 | 2      | 4 → 2     | keine        | Sieger: £1.000.000 Verlierer: £500.000   |
| Finale                     | 16. Mai 2026       | 1      | 2 → 1     | keine        | Sieger: £2.000.000 Verlierer: £1.000.000 |

## Modus
Der FA Cup wird in Runden ausgespielt. Teilnehmen kann jede Mannschaft, die ein bestimmtes Leistungsniveau hat und ein angemessenes Spielfeld besitzt. Die Paarungen jeder Runde werden in einer offenen Auslosung ohne Setzliste ausgelost. Die zuerst gezogene Mannschaft hat Heimrecht. Endet das Spiel unentschieden, findet ein Wiederholungsspiel auf dem Platz der anderen Mannschaft statt. Endet das Wiederholungsspiel ebenfalls unentschieden, geht das Spiel in die Verlängerung bzw. ins Elfmeterschießen. Dieser Modus gilt bis zur vierten Qualifikationsrunde. Ab der ersten Hauptrunde gibt es nur ein Spiel, das ggf. durch Verlängerung und Elfmeterschießen entschieden wird.
Einige Mannschaften sind von bestimmten Runden freigestellt:
- In der ersten Qualifikationsrunde kommen die Mannschaften der Northern Premier League, Southern Football League, sowie der Isthmian League (7. Spielklasse des englischen Ligabetriebes) hinzu.
- In der zweiten Qualifikationsrunde kommen die Mannschaften der National League North/South (6. Spielklasse des englischen Ligabetriebes) hinzu.
- In der vierten Qualifikationsrunde kommen die Mannschaften der National League (5. Spielklasse des englischen Ligabetriebes) hinzu.
- In der ersten Hauptrunde kommen die Mannschaften der League 1 und 2 der Football League (3. und 4. Spielklasse des englischen Ligabetriebes) hinzu.
- In der dritten Hauptrunde am ersten Januarwochenende kommen die Mannschaften des Football League Championship (2. Spielklasse des englischen Ligabetriebes) und der Premier League (1. Spielklasse des englischen Ligabetriebes) hinzu.

Die Halbfinalspiele und das Finale finden im Wembley-Stadion statt.
Jeder Sieger erhält eine Prämie aus den Fernsehgeldern, die nach Runden gestaffelt ist.